# 216164 Simonkrughoff
216164 Simonkrughoff è un asteroide della fascia principale. Scoperto nel 2006, presenta un'orbita caratterizzata da un semiasse maggiore pari a 2,435923 UA e da un'eccentricità di 0,187113, inclinata di 8,540133° rispetto all'eclittica.